# Panamomops palmgreni
Panamomops palmgreni là một loài nhện trong họ Linyphiidae.
Loài này thuộc chi Panamomops. Panamomops palmgreni được Konrad Thaler miêu tả năm 1973.